# Stanisław Bareja
Stanisław Bareja né le 5 décembre 1929 à Varsovie et mort le 14 juin 1987 à Essen est un réalisateur, acteur et scénariste polonais.

## Biographie

### Jeunesse et formation
Stanisław Bareja est né à Varsovie en tant que l'aîné de trois enfants  de Sylwester Kazimierz Bareja (1902–1983) et de Stanisława née Chmielarz (1910–2001). Son père, de même que son grand-père paternel est le patron d'une charcuterie dans l'arrondissement de Mokotów
. En 1946 la famille Bareja s'installe a Jelenia Góraoù il fréquente le lycée Stefan Żeromski. En 1949 il entame ses études a l'École nationale de cinéma de Łódź à la faculté de réalisation cinématographique et télévisuelle. Pendant ses études il fait partie d'un groupe informel d'amis appelé "Kolektyw" (le Collectif) auquel appartiennent également Jan Łomnicki, Janusz Weychert, Janusz Morgenstern, Lech Lorentowicz et Kazimierz Kutz. Les membres du collectif s'échangent des livres dont ceux interdits par la censure et regardent des films interdit en salles. Après avoir terminé ses études en 1954 il devient l'assistant du réalisateur Jan Rybkowski, fait des apparitions au cinéma et tourne des films publicitaires.

### Carrière de réalisateur
Sa carrière de réalisateur commence en 1960 avec la comédie Mąż swojej żony (Le Mari de sa femme). Bareja réalise surtout des comédies mais aussi des films criminels. Mise à part son début, le style de ses comédies est critiqué jusqu'à sa mort, pourtant ses films comptent parmi les plus populaires en Pologne. Mąż swojej żony se classe troisième au box-office polonais en 1961, Poszukiwany, Poszukiwana (Recherché, recherchée) se classe cinquième en 1973 pareillement que Miś (L'Ours) en 1981. Poszukiwany, Poszukiwana remporte le prix du festival Queens Council of the Arts à New York. C'est aussi sa première comédie dans laquelle il renonce au style d'avant-guerre et exhibe les absurdités de la République populaire de Pologne. Il est également l'auteur et co-auteur de quelque séries télévisées. Tout comme Alfred Hitchcock, Bareja fait des apparitions dans ses films.

### Opposition anticommuniste
Dans les années 70 il s'engage dans l'opposition anticommuniste. Mise à part la critique du système dans ses films, en 1977 en rentrant de Paris du tournage de Co mi zrobisz jak mnie złapiesz (Que me ferez-vous si vous m'attrapez) il passe en contrebande avec Stanisław Tym plus de 100 livres interdits en Pologne, cachés dans de boîtes de bobines de film. En effet Tym reçoit ces livres à l'institut littéraire Kultura . La même année il rejoint le Comité de défense des ouvriers. Il est aussi membre de Solidarność. Après son accident de voiture en 1980 il change ses plans et voyage en Hongrie au lieu de Grèce, en rentrant il passe par Vienne
où il apprend à se servir d'un duplicateur destiné à Niezależna Oficyna Wydawnicza NOWA (Maison d’Edition Indépendante) qu'il entre en Pologne sur la galerie de toit de sa Fiat 126. Dans sa cave sont réalisées des matrices pour NOWA ainsi que pour trois premiers numéros de Tygodnik Mazowsze (Hebdomadaire Mazovie) - la revue clandestine de Solidarność,. En 1982 plusieurs rencontres du Comité régional de Solidarność se déroulent dans sa maison. Il offre son aide aus dissidents Zbigniew Bujak et Zbigniew Romaszewski,.

### Décès prématuré
En 1987 il obient une  bourse d'études du Musée Folkwang à Essen. Le 11 juin 1987 il est victime d'un accident vasculaire cérébral. Stanisław Bareja décède le 14 juin 1987 à l'hôpital municipal d'Essen  (St. Josef Krankenhaus Essen-Werden). L'urne avec ses cendres est inhumée au cimetière de Czerniaków à Varsovie.

## Filmographie

### Réalisateur
- 1960 : Mąż swojej żony (Le Mari de sa femme)
- 1961 : Dotknięcie nocy (Le Toucher de la nuit)
- 1963 : Żona dla Australijczyka (Une femme pour un Australien)
- 1965 : Kapitan Sowa na tropie (Le Capitaine Sowa en piste) - série télévisée
- 1966 : Małżeństwo z rozsądku (Le Mariage de raison)
- 1968 : Przygoda z piosenką (Une aventure avec la chanson)
- 1972 : Poszukiwany, poszukiwana (Recherché, recherchée)
- 1974 : Nie ma róży bez ognia (Il n'y a pas de rose sans feu)
- 1975 : Niespotykanie spokojny człowiek (Un homme incroyablement calme)
- 1976 : Brunet wieczorową porą (Un brun, un soir)
- 1978 : Co mi zrobisz, jak mnie złapiesz (Que me ferez-vous si vous m'attrapez)
- 1980 : L'Ours
- 1983 : Alternatywy 4 (4, rue de l'Alternative) - série télévisée
- 1986 : Zmiennicy (Les acolytes) - série télévisée

### Acteur
- 1955 : Trzy starty (Trois départs) - cycliste
- 1956 : Nikodem Dyzma  - valet de chambre de Kunicki
- 1956 : Szkice węglem  (Esquisses au fusain) - Jasiek, laquais chez les Skorabiewski
- 1956 : Zimowy zmierzch (Crépuscule d’hiver) - aide de mécanicien de locomotive
- 1957 : Eroica - un insurgé
- 1957 : Kapelusz pana Anatola (Le chapeau de monsieur Anatol) - contrôleur de tickets
- 1958 : Miasteczko (Une petite ville) - le jeune marié
- 1958 : Orzeł (L'Aigle) - cuisinier Wisniewski
- 1959 : Inspekcja pana Anatola (L'inspection de monsieur Anatol) - photographe à Paryżewo
- 1962 : Gangsters et Philanthropes - un client dans un restaurant
- 1965 : Kapitan Sowa na tropie (Le capitaine Sowa en piste)
- 1968 : Małżeństwo z rozsądku (Le Mariage de raison) - l'homme qui achète une veste
- 1968 : Przygoda z piosenką (Une aventure avec la chanson) - un passant à Paris
- 1972 : Poszukiwany, poszukiwana (Recherché, recherchée) - l'homme qui poursuit la voiture de Rochowicz
- 1976 : Brunet wieczorową porą (Un brun, un soir) - un pochard
- 1977 : Lalka (La poupée)  - série télévisée - Jaś Mincel
- 1978 : Co mi zrobisz, jak mnie złapiesz (Que me ferez-vous si vous m'attrapez) - deux rôles - la femme de Newton et un homme pressé d'aller à la gare
- 1978 : Rodzina Leśniewskich (La famille Leśniewski) - série télévisée - metteur en scène
- 1980 : Dom (Maison) - série télévisée - metteur en scène de Chansons interdites
- 1980 : L'Ours - monsieur Jan, le propriétaire d'une charcuterie polonaise à Londres
- 1983 : Alternatywy 4 (4, rue de l'Alternative) - série télévisée - le milicien Parys
- 1986 : Zmiennicy (Les acolytes) - série télévisée - l'homme aux crocodiles

### Scénariste
- 1960 : Mąż swojej żony (Le Mari de sa femme) (avec Jerzy Jurandot)
- 1964 : Barbara i Jan (Barbara et Jan) - série télévisée  (avec Jerzy Ziarnik)[22]
- 1968 : Przygoda z piosenką (Une aventure avec la chanson) (avec Jerzy Jurandot)
- 1972 : Poszukiwany, poszukiwana (Recherché, recherchée) (avec Jacek Fedorowicz)
- 1974 : Nie ma róży bez ognia (Il n'y a pas de rose sans feu) (avec Jacek Fedorowicz)
- 1976 : Brunet wieczorową porą (Un brun, un soir) (avec Stanisław Tym)[23]
- 1978 : Co mi zrobisz, jak mnie złapiesz (Que me ferez-vous si vous m'attrapez) (avec Stanisław Tym)
- 1980 : L'Ours (avec Stanisław Tym)
- 1983 : Alternatywy 4 (4, rue de l'Alternative) (avec Janusz Płoński et Maciej Rybiński)
- 1986 : Zmiennicy (Les acolytes) (avec Jacek Janczarski)

## Style
Konrad Klejsa, un critique de cinéma polonais remarque que les films de Bareja sont maintenus dans style de cinéma de genre. Le Toucher de la nuit est réalisé comme un film noir par contre Une femme pour un Australien et Une aventure avec la chanson imitent les films de Busby Berkeley et Stanley Donen. Pourtant Bareja se spécialise dans la comédie fortement ancrée dans la culture comique de l'époque de la République populaire de Pologne , souvent il fait recours au slapstick et au cinéma burlesque. Ses œuvres (surtout celles des anées 1960) sont fortement influencées par René Clair.

## Prix et récompenses
- Poszukiwany, poszukiwana (Recherché, recherchée) - prix du festival Queens Council of the Arts à New York[9].
- 2008 Złota Kaczka (Canard d'or) prix spécial du Centenaire du cinéma polonais: Le meilleur réalisateur des comédies du centenaire[26],[27],[28].
- Commandeur de l'Ordre Polonia Restituta. Le 21 septembre 2006, il est décoré à titre posthume de la Croix de commandeur dans l'ordre Polonia Restituta par le président de la république de Pologne[29],[30]

## Postérité

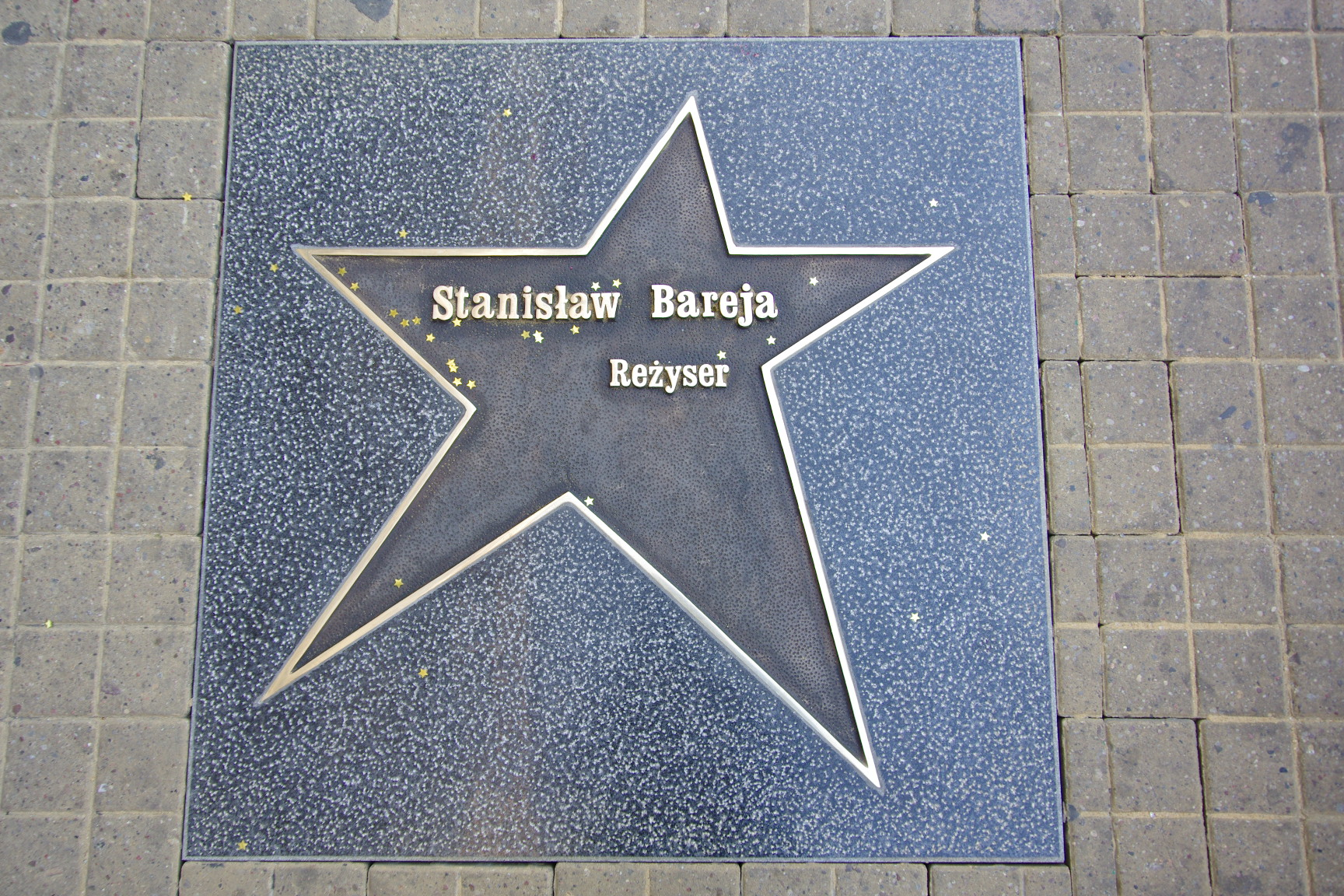
L'étoile de Stanisław Bareja dans l'Allée des Célébrités de Łódź dévoilé le 6 octobre 2011

- À partir de 2005 une rue dans le quartier de Nowodwory (arrondissement de Białołęka à Varsovie porte son nom.
- En 2012 le nom de Stanisław Bareja a été donné au périphérique de Kutno[31].
- À Cracovie un rond-point de forme ellipsoïdale (qui n'est pas un rond-point du point de vue génie civil ni d'après le code de la route) porte le nom de Stanisław Bareja[32]
- À Katowice son nom est donné au square 44, rue Gliwicka dans le quartier Załęże[33].
- Le 6 octobre 2011 son étoile a été dévoilé dans l'Allée des Célébrités de Łódź. Son fils Jan participe à la cérémonie[34].